# Teliuixenkoïta
La teliuixenkoïta és un mineral de la classe dels silicats, que pertany al grup de la leifita. Rep el nom en honor de Tamara Matvéievna Teliúixenko (1930-1997), professora de petrografia a l'Escola de Geologia d'Aşgabat.

## Característiques
La teliuixenkoïta és un silicat de fórmula química CsNa₆Be₂Al₃Si15O39F₂. Va ser aprovada com a espècie vàlida per l'Associació Mineralògica Internacional l'any 2001. Cristal·litza en el sistema trigonal. La seva duresa a l'escala de Mohs és 6. És l'anàleg amb cesi de la leifita i l'eirikita.
Segons la classificació de Nickel-Strunz, la teliuixenkoïta pertany a «09.EH - Estructures transicionals entre fil·losilicats i altres unitats de silicat» juntament amb els següents minerals: manganoneptunita, neptunita, watatsumiïta, magnesioneptunita, grumantita, sarcolita, ussinguita, leifita, eirikita i nafertisita.

## Formació i jaciments
Va ser descoberta a la glacera Darai-Pioz, situada a les muntanyes Alai, pertanyent a la serralada Tien Shan (Regió sota subordinació republicana, Tadjikistan). Es tracta de l'únic indret on ha estat descrita aquesta espècie mineral.